# Hans Faaborg
Hans Faaborg var en dansk slottsskrivare i Köpenhamn i början av 1500-talet.
Faaborg hängdes 1516 enligt uppgift för misstanke om underslev. En samtida skildrar honom som en gudsförgäten bakdantare och kungagunstling och uppger att slottshövitsmannen Torbern Oxe och Kristian II:s älskarinna Dyveke Sigbritsdatter låg bakom hans fall. Senare sattes händelsen i samband med Dyvekes mord 1517. Skrivarens oskuld skall då ha uppenbarat sig, hans lik nedtagits ur galgen och han skall ha begravts i vigd jord.